# La morte di Capitan Futuro
La morte di Capitan Futuro (The Death of Captain Future) è un romanzo breve di fantascienza dello scrittore statunitense Allen Steele, pubblicato nel 1995.

## Storia editoriale
Il romanzo breve è stato pubblicato per la prima volta nell'ottobre del 1995 sulla rivista Asimov's Science Fiction. Il protagonista, Capitan Futuro, è omonimo del personaggio creato da Edmond Hamilton e soggetto di numerosi romanzi pulp dell'epoca d'oro della fantascienza. Steele ha voluto così omaggiare una delle sue letture preferite del periodo della giovinezza, anche se la storia narrata è solo ispirata alle avventure dell'eroe di Hamilton.
Nel 1996 l'opera ha vinto il Premio Hugo per il miglior romanzo breve e, nel 1998, il Premio Seiun come miglior racconto straniero edito in Giappone.
In Italia il romanzo è stato pubblicato nel 1999 nell'antologia I Premi Hugo 1995-1998.
La storia narrata ha avuto un seguito nel romanzo The Exile of Evening Star (1999). Le due storie sono state ripubblicate nel 1999 nell'antologia Sex and Violence in Zero-G: The Complete "Near Space" Collection, riportate nell'indice e nella titolazione del capitolo, come costituenti The Captain Future Duet. Nel 2017 Allen Steele ha pubblicato il romanzo Avengers of the Moon: A Captain Future Novel, che non è narrativamente collegato a La morte di Capitan Futuro ma che riprende le avventure dell'originale Capitan Futuro di Edmond Hamilton degli anni 1940.

## Edizioni
- (EN) Allen Steele, The Death of Captain Future, in Asimov's Science Fiction, n. 236, New York, Davis Publications, ottobre 1995.
- (JA) Allen Steele, Kyaputen Fyūchā no Shi, in S-F Magazine, traduzione di Noda Masahiro, n. 487, Hayakawa Shobō, gennaio 1997.
- Allen Steele, La morte di Capitan Futuro, in Piergiorgio Nicolazzini (a cura di), I Premi Hugo 1995-1998, traduzione di Enzo Verrengia, Grandi Opere Nord, n. 33, Milano, Editrice Nord, 1999, ISBN 8842911178.
- (FR) Allen Steele, La mort du capitaine Futur, in Bifrost, n. 16, Saint-Mammès, Le Bélial, dicembre 1999, ISBN 978-2-913039-08-7.
- (DE) Allen Steele, Der Tod von Captain Future, in Der Tod von Captain Future, traduzione di Frauke Lengermann, Golkonda, luglio 2011, ISBN 978-3-942396-05-9.